# Las Palmas, Minatitlán
Las Palmas är en ort i Mexiko.   Den ligger i kommunen Minatitlán och delstaten Veracruz, i den sydöstra delen av landet, 500 km öster om huvudstaden Mexico City. Las Palmas ligger 25 meter över havet och antalet invånare är 185.
Terrängen runt Las Palmas är platt. Runt Las Palmas är det ganska glesbefolkat, med 29 invånare per kvadratkilometer. Närmaste större samhälle är El Macayal, 17,4 km väster om Las Palmas. Omgivningarna runt Las Palmas är en mosaik av jordbruksmark och naturlig växtlighet.